# Nervus intermediofacialis

Nervus intermediofacialis

Nervus intermediofacialis är en nerv, och syftar på ansiktsnerven (nervus facialis, en av kranialnerverna) och nervus intermedius sedda som en gemensam struktur.